# بوکسفورد سوفولک
بوکسفورد سوفولک (به انگلیسی: Boxford) یک روستا و محله مدنی در بریتانیا است که در Babergh واقع شده‌است. بوکسفورد سوفولک ۱٬۲۲۱ نفر جمعیت دارد.